# Закамское серебро

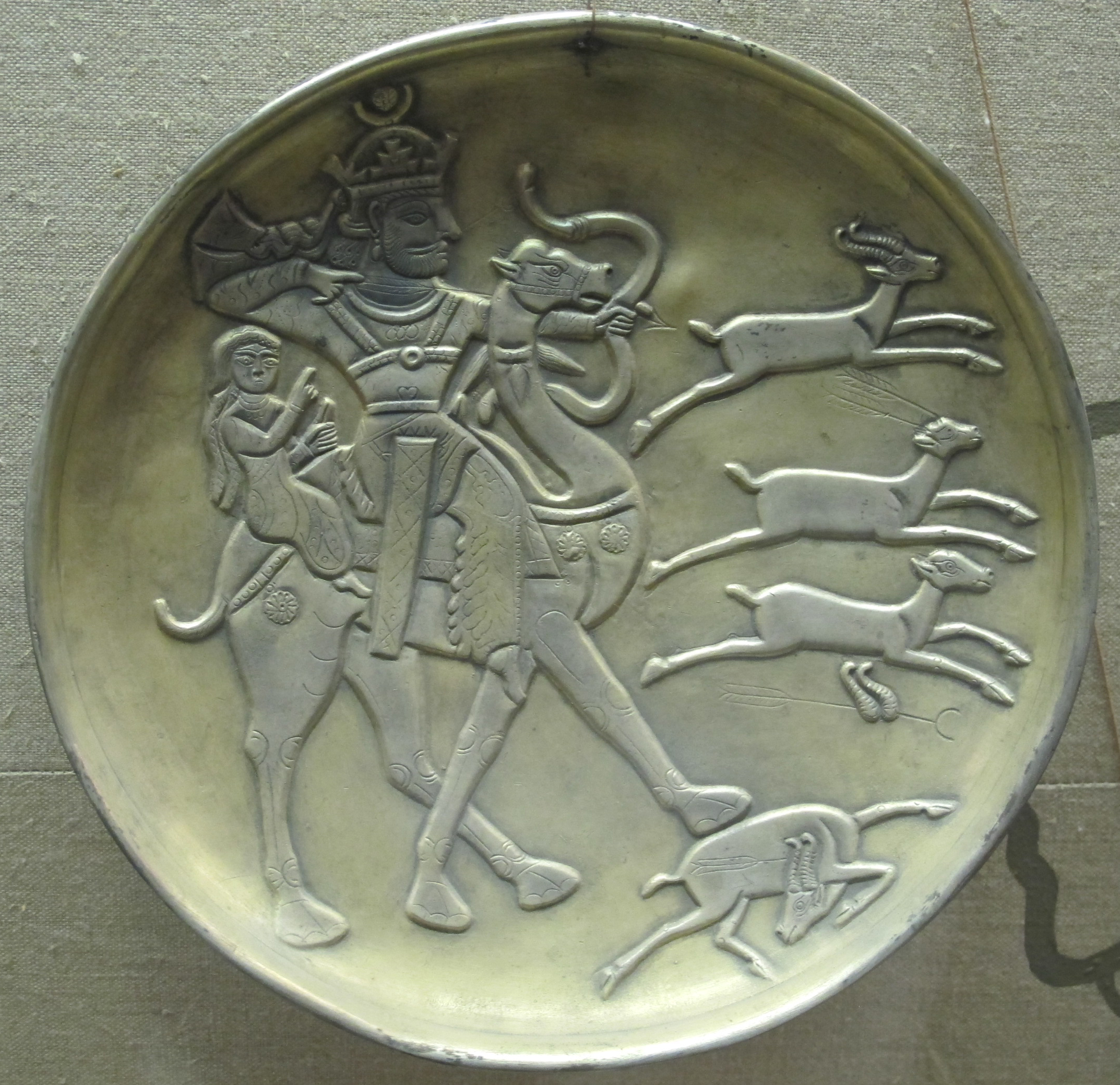
Серебряное блюдо «Бахрам Гур и Азадэ», найденное в кладе близ деревни Турушево летом 1927 года, VII в., Иран

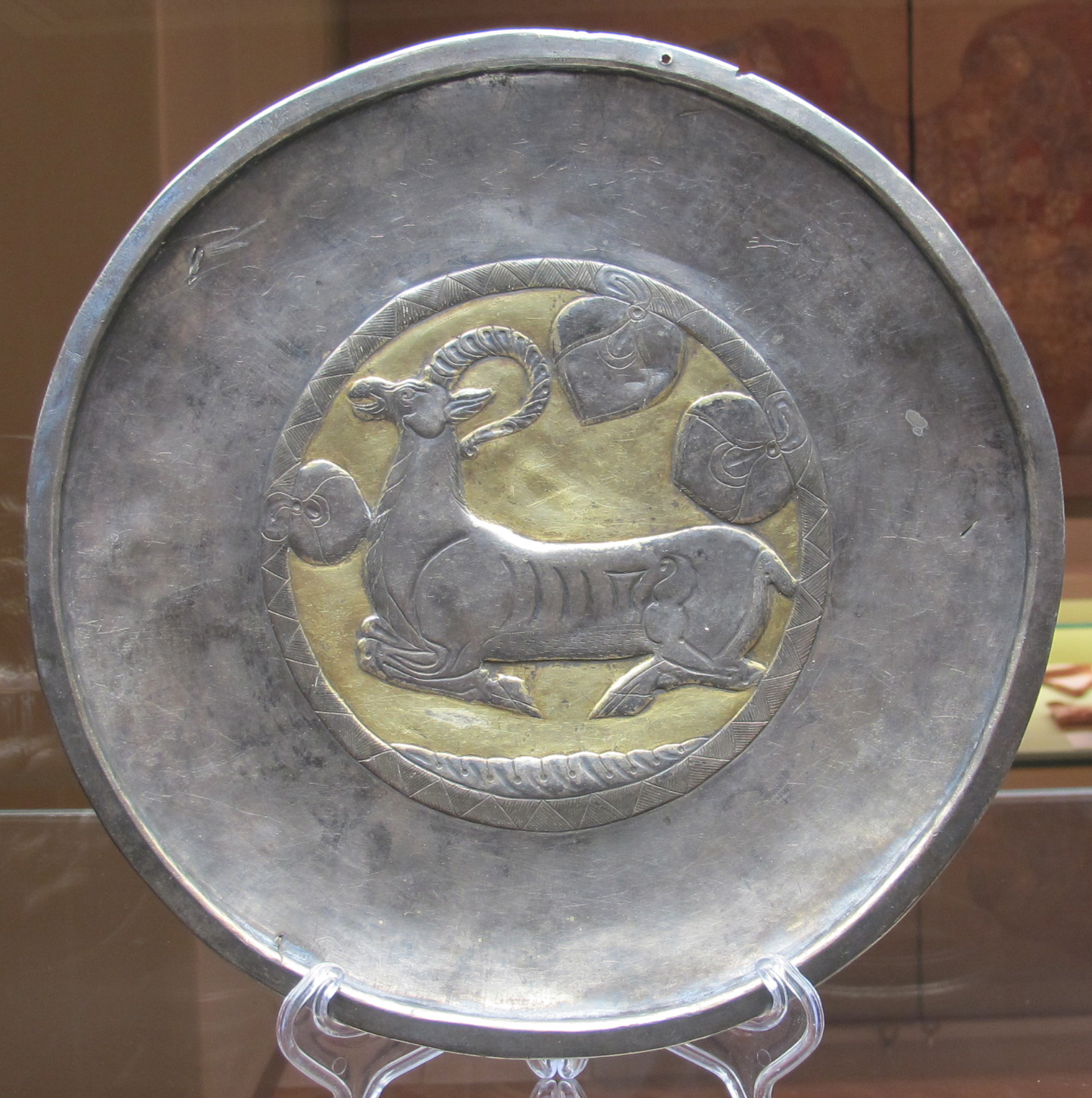
Серебряное блюдо с изображением сидящего горного козла, найденное в Пермской губернии в 1893 году, VIII в., Иран

Закамское серебро — по сообщениям русских летописцев, серебро, привозимое из подвластного Великому Новгороду Прикамья в XIII—XV веках на Урал. Собственных разрабатываемых месторождений серебра на Урале никогда не было (не считая единичных находок серебра в медных рудах). Современные исследователи считают, что соответствующие выплаты новгородцами Москве и югрой новгородцам осуществлялись от доходов с торговли пушниной. Действительно, в позднем Средневековье и в Новое время европейская торговля мехами практически полностью контролировалась русскими купцами. 
На Урале археологами обнаружены многочисленные клады восточной серебряной посуды, изготовленной в Сасанидском Иране, домусульманской Средней Азии и Византии, которые обычно связывают с закамским серебром. Также в Прикамье обнаружены значительные клады арабских серебряных монет, а также украшения с зернью и сканью. В Прикамье это серебро поступало через посредство Волжской Булгарии, которая обменивала его на пушнину. В XVIII—XIX веках часть населения Прикамья выкапывала древние предметы из серебра и сдавала их на переплавку. Тем не менее, в настоящее время подавляющее большинство сохранившейся серебряной посуды эпохи Сасанидов — это изделия, найденные в Прикамье.

## Происхождение названия
Слово «закамское серебро» впервые упоминается в русских летописях под 1332 годом. Действительно, новгородский летописец сообщал, что в 1332 г «…великыи князь Иванъ приде изъ Орды и възверже гнѣвъ на Новъгородъ, прося у нихъ серебра закамьского». При этом в Воскресенской летописи серебро обозначено как «закаменское». Известно, что в Прикамье, и на Урале в целом не было в Средние века разработанных месторождений серебра и весь этот металл был привозным.

## Средневековые письменные источники
О наличии серебра у народов Урала свидетельствуют данные русских летописей, начиная с XII века. В 1193 году новгородский отряд воеводы Ядрея 5 недель осаждал городок в Югорской земле, при этом осажденные говорили: «Мы копим серебро, соболей и разное другое добро».
Наиболее подробные сведения о закамском серебре суммировал Николай Карамзин в «Истории государства Российского», который указывает, что Иван I Калита добивался от новгородцев выплат части серебра, добываемого за рекой Камой в Уральских горах, в пользу хана Золотой Орды. Новгородцы неоднократно отказывали Калите, из-за чего он в 1333 г занял Торжок, а в 1337 г двинул московские полки в принадлежащую Новгороду Двинскую область, но, потерпев многочисленные потери, отступил. Стремясь к миру, новгородцы все-таки платили как обычную ханскую дань, так и контрибуции по мирным договорам. Калита стал первым московским князем, не только тратившим серебро и золото на подарки в Орде, но и покупавшим за него земли в чужих княжествах, в том числе с городами Углич, Белозерск и Галич, и все же оставившим наследникам богатую казну. По его завещанию не только дети, но и священники московские были одарены изделиями из серебра.
Как князь Иван узнал о закамском серебре — неизвестно, хотя для ведения войны с Новгородом силами его ещё небольшого княжества должен был быть очень серьёзный повод. Можно только предположить, что информацией о доходах Великого Новгорода с ним поделился старший брат, великий князь Юрий Даниилович, погибший в Орде в 1325 г. Перед этим он предводительствовал новгородским и псковским войсками в войнах с Швецией и немецкими рыцарями, а затем — с Великим Устюгом, стоявшим между новгородцами и югрой, и с берегов Северной Двины отправился в Орду кружным путём по реке Каме через область Пермскую, то есть лично посетив три старинных области новгородского Северо-Востока: Двинскую (нынешнюю Архангельскую), Пермь Вычегодскую (теперь республика Коми) и Пермь Великую (ныне Пермский край).
Вопрос о закамском серебре имеет непосредственное отношение к новому возвышению Руси над степью и к концу монголо-татарского ига. Русские сначала победили степь экономически, а уж потом военным путём, и военное превосходство было, в частности, обеспечено закупками в Европе появившегося в эту эпоху огнестрельного оружия. В течение следующего столетия русские княжества наполнились серебром настолько, что отменили обращение старинных денежных знаков, кун, представлявших собой лоскуты кожи с текстом, подобие современных бумажных денег. В России XV в. в ходу была только серебряная монета, и каждая деревня в 2-3 двора платила налогов ежегодно полтину серебром. Итальянский путешественник Марко Поло сообщал, что «…Страна эта не торговая, но много у них дорогих мехов высокой ценности; у них есть и соболя, и горностаи, и белки, и эрколины, и множество славных лисиц, лучших в свете. Много у них серебряных руд; добывают они много серебра». Карамзин, ссылаясь на это сообщение, выражает сомнение в его истинности и вновь упоминает, что тогда в русских землях не было другого серебра, кроме закамского, о котором к тому же в XV в. уже нет никаких упоминаний в сохранившихся документах. Тем не менее, количество серебра, которое новгородцы выплачивали, откупаясь от завоевателей, поразительно: только литовский князь Витовт однажды получил от них 60 пудов (около тонны), «что прежде открытия Америки было весьма много». Новгородское Заволочье, к которому относилась Двинская земля вместе с пермскими, было особенно богато и давало доходов существенно больше самого Новгорода со всей его западноевропейской торговлей. Дмитрию Донскому за Новгород платили окупа 3000 р, а за Заволочье — 5000 р.
В 1397—1398 гг. Москва вновь вела войну с Новгородом за Двинскую область, и вновь новгородцы сумели отстоять свои земли, хотя уже не без труда: двинцы изменили и сдались московским полкам без боя. Лишь через год новгородская рать выбила москвичей, казнила изменников и обложила контрибуцией московских купцов. Наконец, через год после войны 1471 года когда побежденный Новгород уже не мог защищать зависимые от него территории, Пермь Великая была присоединена к Московскому княжеству, а сама Новгородская республика с оставшимися у неё владениями пользовалась независимостью ещё лишь несколько лет.

## Статистика и страны происхождения закамского серебра
По данным, приводимым исследователем А. М. Белавиным, известно на Урале и в Приобье более 300 находок средневековых серебряных сосудов. Они происходят с территории Хорасана (около двух третей находок), Согда, Хорезма, Византии и Западной Европы.
Серебряных предметов на Урале было очень много, но значительная их часть была переплавлена как древнерусскими сборщиками, так и местными русскими поселенцами. О том, что жители Прикамья занимаются этим промыслом, писал еще в XVIII веке П. И. Рычков. В XIX веке этот промысел продолжился. А. Е. Теплоухов со слов И. В. Кривощекова сообщал, что найденные в Пермской губернии местными жителями серебряные вещи отправляются на переплавку в Вятку, где братья Агафоновы ежегодно перерабатывали на образки и иные вещи до 20 пудов золота и до 30 пудов серебра. Вероятно поэтому восточная серебряная посуда VIII—XI веков от Поволжья и Поднепровья встречается редко и только в виде лома. Переплавкой посуды занимались даже древнерусские князья. Например, волынский князь Владимир Василькович в 1288 году «блюда великаа сребренаа и кубьки золотые и серебренные сам пред своима очима поби и полья в гривны».
Помимо серебряной посуды, в Прикамье найдены многочисленные находки серебряных восточных монет. Наиболее крупные клады арабских монет следующие:
- Чердынский клад — 6 тыс. дирхемов (обнаружен в 1860 году);
- Ягошурский (Удмуртия) — 1,5 тыс. монет (кроме того, слиток серебра и серебряный кувшин);
- Майкарский — более 1 тыс. монет.

## Поиск серебряных месторождений на Урале после присоединения края к Московскому государству
Еще до завершения присоединения Урала к Московскому государству начались поиски серебряных месторождений в крае. В 1491 году серебряная руда была найдена на реке Цильме в бассейне Печоры (Цилемские рудники). Н. М. Карамзин писал, что именно с «сего момента мы начали сами добывать, плавить металлы и чеканить
монету из своего серебра». В XVII — начале XVIII веков к рудным месторождениям на реке Цильме регулярно посылались экспедиции: Я. Литвинова (1620—1621), Р. Неплюева (1651—1653), В. Г. Шпилькина (1661—1664), Ф. Кыркалова и Г. Иконника (1667), Е. Фандергатена, Г. Бутенанта и Л. Нейдгарта (1672—1676), Ф. Огарева и рудознатных греческих мастеров С. Григорьева и В. Левандиана (1702—1705). Однако основным металлом, добываемым на Цильме была медь. По подсчетам геолога И. П. Бартенева, побывавшего на Цильме в 1896 году, на месторождении площадью более 4-х квадратных верст было извлечено не менее 25 тыс. тонн меди. Небольшое содержание серебра было обнаружено в XVII—XVIII веках в уральских медных рудах: в 1669 году в руде, доставленной из района Верхотурья, в руде Турьинских рудников у горы Денежкин Камень (XVIII век), в районе современного города Североуральска (XVIII век).
После присоединения Великопермского княжества к Московскому государству Пермь утратила славу страны сказочных богатств, но на Урале появились люди, которые вдруг сказочно разбогатели.
Традиция военного противостояния с племенами манси и их покровителями, сибирскими ханами, от пермяков перешла к русским, в частности, к семейству Строгановых. Аника Строганов, которого одни источники называют потомком новгородского купца, а другие — татарского мурзы, владел солеварнями в Перми Вычегодской. Он и его дети внезапно разбогатели, когда получили от Ивана Грозного разрешение на строительство солеварен в Перми Великой с особым условием «не делать руд, и если найдут где серебряную или медную, или оловянную, то немедленно извещать о том казначеев Государевых». Солеварни Строгановых располагались далеко к западу от Урала в районе Соли Камской. Тем не менее, по неизвестным причинам Строгановы старались закрепиться и за Уралом, на территориях манси и Сибирского ханства, хотя месторождений соли там нет. Втянувшись с войну с ханом Кучумом, Строгановы вынуждены были нанять целое войско казаков под предводительством атамана Ермака. В результате похода Ермака Сибирское ханство было разгромлено и присоединено к России. Сведений о разработках Строгановыми серебряных рудников нет, хотя их интерес к рудам хорошо известен. Даже на далекую Цильму они посылали собственную экспедицию. Известно также, что царь разрешил им для пробы добывать железную руду и завести в городке Орел литейный двор, чтобы лить пушки. Строгановы не были ни первыми, ни последними солепромышленниками в Пермском крае, но никто из прочих не может как-либо сравниться с ними по богатству и масштабам политического влияния, источником которого было то же неизвестно откуда взявшееся колоссальное богатство.
Две волости Верхотурского уезда Пермской губернии, в котором расположены залежи платины и золота, в начале XVIII в. были отданы Петром Великим семье Демидовых. Демидовы в результате сказочно разбогатели, и не только за счет разработок залежей медной и железной руды, но и путём тайной добычи драгоценных металлов. Они даже якобы чеканили монету в подвалах знаменитой Невьянской башни, но затопили их вместе с рабочими, когда возникла опасность разоблачения. Когда же их тайна все-таки стала достоянием гласности, Акинфий Демидов заявил, что серебро добывал не на Урале, а на Алтае, поэтому к вопросу об уральских серебряных рудниках и Демидовы могут никакого отношения не иметь.
Многочисленные рудопроявления серебра на Среднем и Южном Урале находили с XVI в. по настоящее время, но добыча из них серебра была экономически невыгодна. Перспективными считаются только руды Полярного Урала.